# Konflikt izraelsko-arabski
Konflikt izraelsko-arabski (arab. ‏الصراع العربي الإسرائيلي‎, hebr. הסכסוך הישראלי ערבי) – obejmuje okres ponad pół wieku politycznych napięć i konfliktów zbrojnych, pomiędzy Arabami a Żydami na Bliskim Wschodzie. Swoimi przyczynami wybiega on na dużo wcześniej przed powstaniem państwa Izrael (14 maja 1948) do czasu utworzenia ruchu syjonistycznego, którego celem było stworzenie państwa żydowskiego w tak zwanej Ziemi Izraela.
Konflikt izraelsko-arabski ma charakter etniczny, religijny i terytorialny. Niektórzy uważają go za część wielkiego starcia cywilizacji pomiędzy tzw. Zachodem a Arabami (światem islamu). Inni uważają, że religijny wymiar jest zupełnie nowym aspektem tego konfliktu.
Niezależnie od przyczyn, konflikt ten jest źródłem niechęci inicjującej liczne ataki na przeciwników w różnych państwach na całym świecie, tym samym poprzez powszechność zjawiska terroru, przybiera charakter konfliktu globalnego.

## Wstęp
W pierwszym okresie trwania konfliktu, po I wojnie światowej na terenach Mandatu Palestyny powstało kilka niezależnych państw arabskich. Jednak zmieniające się stosunki między państwami oraz rosnący napływ żydowskich imigrantów po II wojnie światowej doprowadziły do wzrostu napięć i wybuchu przemocy, które doprowadziły do obecnego stanu wzajemnej nieufności.
Poszukując sposobu rozwiązania konfliktu, 29 listopada 1947 roku Zgromadzenie Ogólne ONZ przyjęło rezolucję nr 181 w sprawie podziału Palestyny. W myśl rezolucji:
- państwo żydowskie miało liczyć 14 257 km² powierzchni i 935 tys. mieszkańców;
- państwo arabskie miało liczyć 11 664 km² powierzchni i 814 tys. mieszkańców.

Żydzi zaakceptowali decyzję Zgromadzenia Ogólnego ONZ, jednakże niezadowoleni Arabowie rozpętali spiralę przemocy, która w krótkim czasie doprowadziła do wybuchu wojny domowej w Palestynie (30 listopada 1947).

## Wojny izraelsko-arabskie
Gdy 14 maja 1948 powstało niezależne państwo Izrael, konflikt żydowsko-arabski w Palestynie przeobraził się w konflikt izraelsko-arabski, który swoim zasięgiem objął teren całego Bliskiego Wschodu i jest jednym z najtrudniejszych do rozwiązania konfliktów na świecie.
Pierwsza wojna izraelsko-arabska wybuchła 15 maja 1948 roku i zakończyła się w 1949 podpisaniem porozumień rozejmowych pomiędzy walczącymi państwami. W 1956 Izrael za namową Wielkiej Brytanii i Francji dokonał agresji na Egipt, co wykorzystały oba państwa europejskie by pod pretekstem ochrony wolnej żeglugi zająć strefę Kanału Sueskiego. Pod międzynarodowym naciskiem w 1957 Izrael, Wielka Brytania i Francja wycofały swoje wojska, a ich miejsce zajęły międzynarodowe siły UNEF. W czerwcu 1967 rozpoczęła się wojna sześciodniowa, w trakcie której Izrael zaatakował i zajął Półwysep Synaj, Strefę Gazy, Judeę z Jerozolimą, Samarię i Wzgórza Golan. W 1973 państwa arabskie rozpoczęły wojnę Jom Kipur, którą po początkowych sukcesach przegrały. Lata 1982-1985 były okresem wojny libańskiej, która znalazła swoją kontynuację w II wojnie libańskiej 2006.

## Podstawowe problemy
W konflikcie izraelsko-arabskim wyraźnie da się zauważyć kilka podstawowych problemów:
- brak akceptacji członków Ligi Państw Arabskich dla istnienia żydowskiego państwa Izrael w Palestynie,
- okupacja przez Izrael Zachodniego Brzegu Jordanu i Wzgórz Golan,
- powstanie niezależnego państwa palestyńskiego,
- osadnictwo żydowskie na okupowanych terenach,
- status Jerozolimy: jedno miasto – dwie stolice, święte miasto trzech religii monoteistycznych,
- kwestia powrotu uchodźców palestyńskich,
- kwestia powstrzymania działań zbrojnych i przemocy zarówno ze strony palestyńskiej, jak i izraelskiej.

## Proces pokojowy
Podejmowano wiele prób rozwiązania tego konfliktu. Najważniejsze inicjatywy pokojowe to:
- Porozumienie z Camp David
- porozumienia z Oslo
- plan pokojowy dla Bliskiego Wschodu z 2003 roku
- inicjatywa genewska